# Паракамелюсы
Паракамелюсы (лат. Paracamelus) — род вымерших крупных представителей семейства верблюдовых (Camelidae), обитавших на территории Африки, Европы, Азии и Северной Америки с конца миоцена по плейстоцен (7,246—0,781 млн лет назад), хотя неидентифицированные по видам остатки найдены из более ранних слоёв (13,6 млн лет назад). Вероятней всего род возник в Северной Америке, через Берингию попал в Азию и распространился на Европу и Африку.
К финалу среднего виллафранка (2,1—1,97 млн л. н.) относится фрагмент плюсневой кости верблюда вида Paracamelus alutensis (№ 35676 в коллекции ЗИН РАН) со следами рубки и пиления-резания каменным орудием. Кость была найдена Н. К. Верещагиным в 1954 году в Ливенцовском карьере (местонахождение Ливенцовка) на западной окраине Ростова-на-Дону вместе с другими фаунистическими остатками в хапровской аллювиальной толще, относящейся к русловой фации палео-Дона. Гигантский верблюд (Paracamelus gigas) найден в крымской пещере Таврида.

## Таксономия
Паракамелюсы были описаны Шлоссером в 1903 году. Род был отнесён к верблюдовым Кэрроллом в 1988 году.

### Классификация и палеоареал
По данным сайта Paleobiology Database, на май 2018 года в род включают 4 вымерших вида:
- Paracamelus agguirrei Morales, 1984 — миоцен-плиоцен Турции
- Paracamelus alexejevi Khavesson, 1950 — Паракамелюс Алексеева[8], плиоцен Молдавии и Украины
- Paracamelus gigas Schlosser, 1903typus — плиоцен России, плейстоцен Таджикистана
- Paracamelus khersonensis Pavlow, 1903

Ещё один биномен включён в род в статусе nomen nudum — Paracamelus arenicola Reed & Longnecker, 1932.
Неидентифицированные по видам остатки найдены в Болгарии, Испании, Казахстане, Китае, США, Румынии и Чаде.